# 伊根祭
伊根祭（いねまつり）は、京都府与謝郡伊根町で毎年7月下旬に行われる祭礼である。江戸時代から約300年の歴史を持ち、大漁、五穀豊穣を祈願する。別名「海の祇園祭」。

## 概要
江戸時代から始まったと伝えられ、300年以上続く伝統ある祭。約400年前、伊根の八坂神社の氏子が京都の八坂神社から牛頭天王を勧請したのが起源とされ、大漁、海上安全、五穀豊穣を祈願する。現在では伊根町の夏の風物詩となっており、毎年多くの人で賑わう。
伊根町の伊根地区、伊根湾周辺で毎年7月下旬の2日間行われる（伝統的には7月27日と7月28日であったが、近年になって参加者確保のため変更された）。大漁の年に行われる「大祭」で出される船屋台が、京都の祇園祭で使われる山鉾が海に浮いているように見えることから、「海の祇園祭」と言われる。

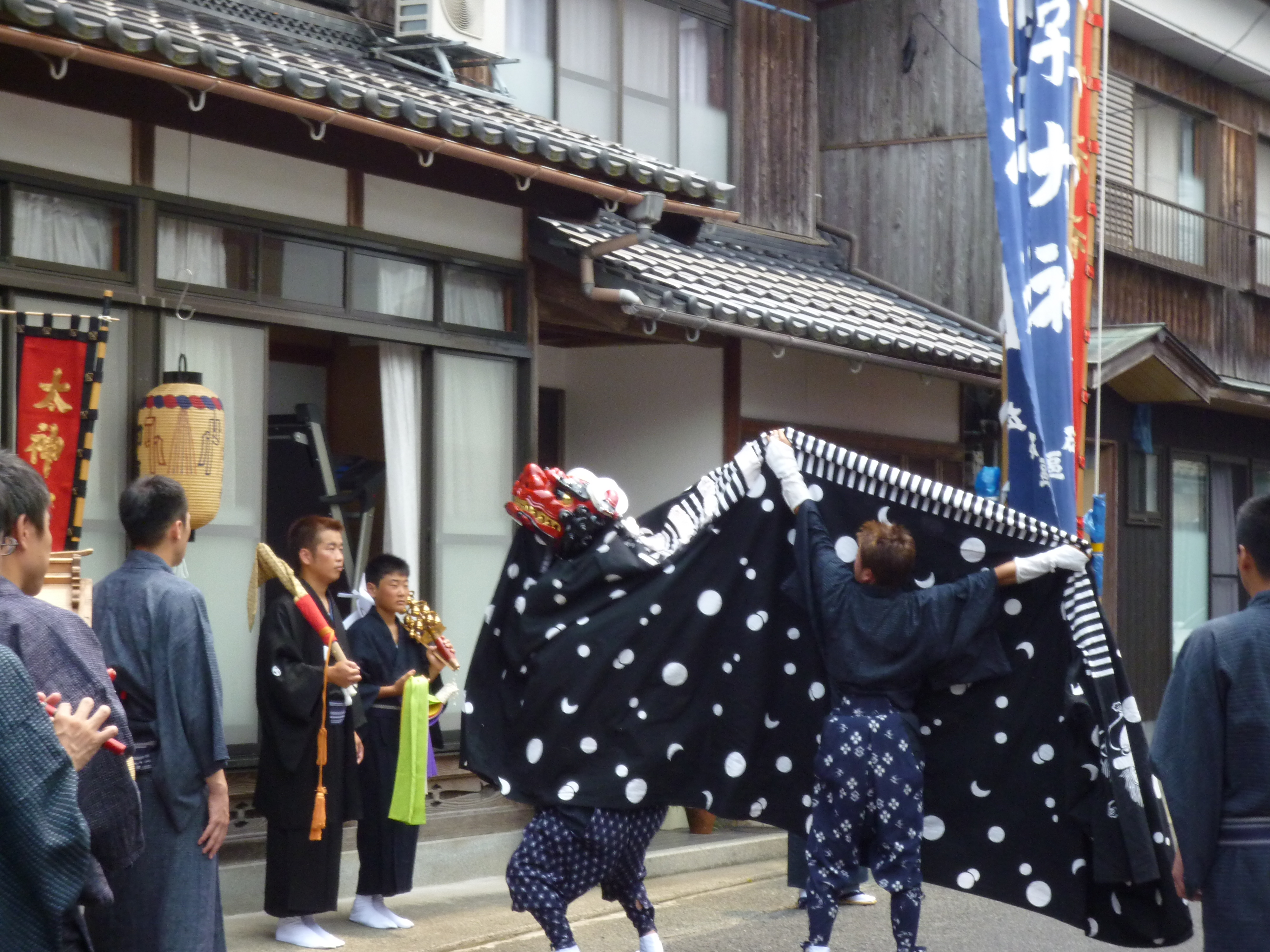
神楽社（立石区）による神楽の奉納

祭は、例祭と大祭の2つに大きくは分類される。大祭は例祭の行事のほかに、船屋台4艘が化粧船と共に加わる。
「八坂神社祭礼船屋台行事」の名称で京都府登録無形民俗文化財に登録されている。
| 役職     | 人数 | 備考                                                          |
| -------- | ---- | ------------------------------------------------------------- |
| 新発意   | 1人  | 主に小学校低学年 「天下泰平」「国家安康」と書かれた軍配を持つ |
| 棒振り   | 2人  | 主に小学校中学年～高学年                                      |
| 太刀振り | 6人  | 主に小学校高学年～中学生                                      |

## 日程

### 1日目
亀島4区の主な行程
場ならし→阿字野神社→愛宕神社→亀山
亀島4区（亀山、耳鼻、立石、高梨）から太刀振り、立石から神楽、平田から稚児舞、日出から神輿をそれぞれ奉納する。
夜は八坂神社と八幡神社に詣る夜宮がある。各地区から舟を出し、提灯の明かりで文字を浮かび上がらせて（宝、王、立など）奉納する。

### 2日目
亀島4区の主な行程
丸一→海上渡御→八坂神社→八幡神社→蛭子神社（青島）→惣代→区長（宿）
2日目における本祭では、まず平田の稚児舞が奉納され、続いて亀島から出た一行が祭礼船・神楽船に乗って海上渡御を行い、高梨の宮の浜に乗りつけ、宮入りをする。先頭にトッケツが立ち、神楽、新発意（シンポチ、主に小学校低学年1人）、棒振り（小学生2人）、太刀振り（小学生及び中学生の6人）の順に賑やかに宮へ練り込み、太刀振りと神楽を奉納する。

## 船屋台
祭の圧巻とも言える船屋台は、準備から後片づけまで数日掛かり、多額の経費を必要とすることもあり、大祭の年にのみ出される。大祭は大漁の年に区長協議によって決定される。大祭における船屋台は、亀山から宝来山、耳鼻から稲荷山、立石から神楽山、高梨から蛭子山という4艘が出船する。船屋台の上では、歌舞伎や三番叟などが上演される。背後を豪華な見送りで飾られた船屋台が、伊根湾内を巡航する姿は、海の祇園祭にたとえられる。
その歴史は古く、1761年（宝暦11年）、伊根湾内で長さ14尋の鯨が捕れ、その収益により、銀7貫500目をもって船屋台が作られたと伝えられる。
「ともぶと」と呼ばれる和船7艘を横に合わせて土台とし、その上に屋台が組み立てられる。特徴の一つに釘を一切使わないことが挙げられ、建造物として釘を使わない組み立ては珍しい。屋根となる部分の色や、見送りの柄などは地区ごとに様々である。船屋台の上は舞台になり、歌舞伎や漫才などの上演が出来るようになっている。

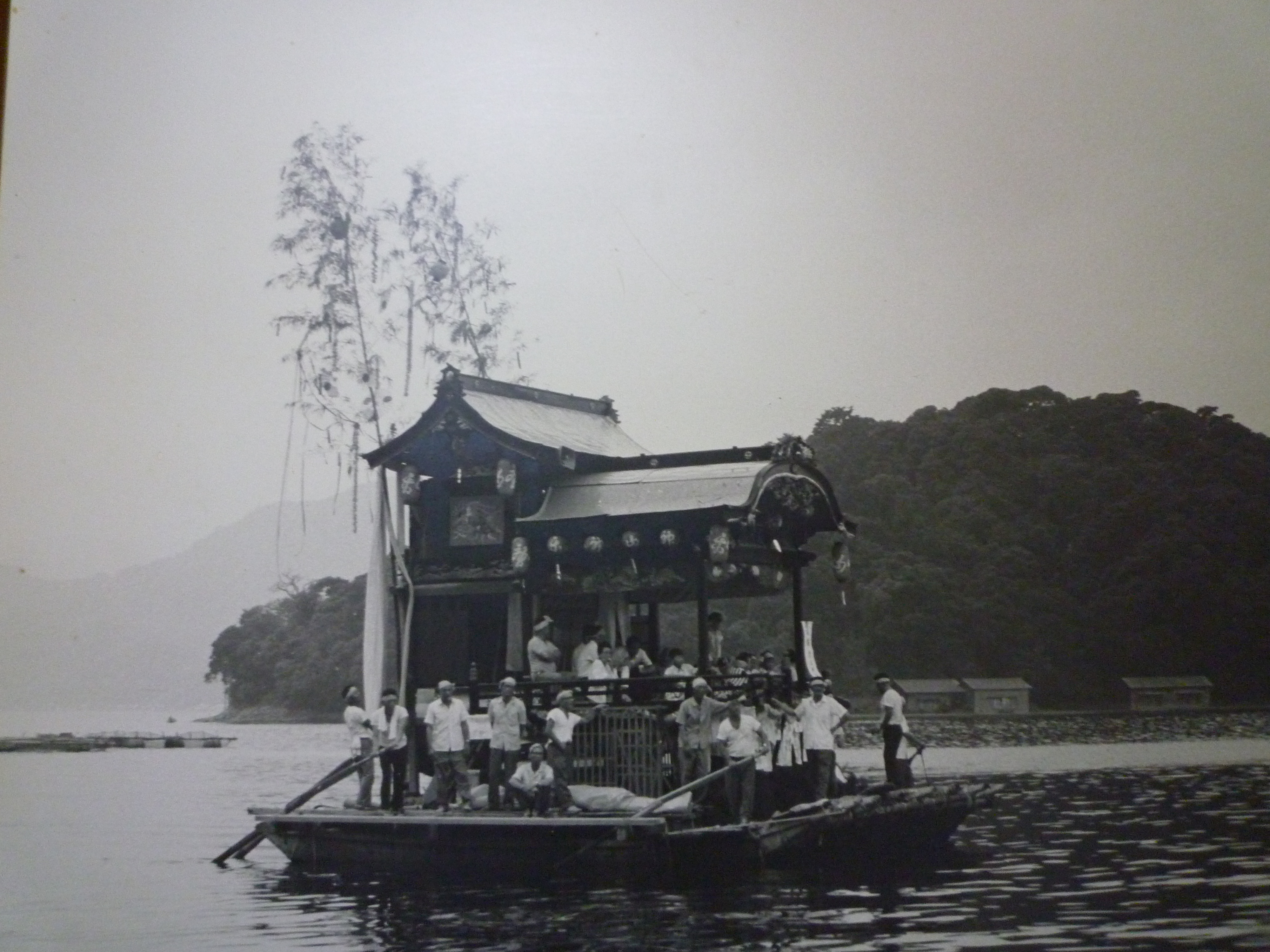
昭和時代の船屋台（立石 神楽山）

船屋台には1艘につき1艘の「化粧船」と呼ばれる船が付く。化粧船は伝馬船を擬装したものであり、船屋台で上演される歌舞伎などに出演する役者らが着替えたり、化粧を施すための船として用いられる。
| 地区 | 名称   | 見送り             | 屋根の色 | 備考                     |
| ---- | ------ | ------------------ | -------- | ------------------------ |
| 亀山 | 宝来山 | 宝船と宝来山       | ■        | 唯一、廻り舞台を持たない |
| 耳鼻 | 稲荷山 | 稲荷神             | ■        |                          |
| 立石 | 神楽山 | 龍と虎             | ■        | 明治初年に再建           |
| 高梨 | 蛭子山 | えびすが鯛を釣る姿 | ■        | 明治20年頃に再建         |

## 交通アクセス
- 京都丹後鉄道宮豊線 天橋立駅 → 丹海バス 伊根
- 京都縦貫自動車道 宮津天橋立IC → 国道176号 → 国道178号